# Fuhlendorf (Vorpommern)
Fuhlendorf ist eine Gemeinde im Westen des Landkreises Vorpommern-Rügen. Sie liegt westlich von Stralsund. Bis zum 1. Januar 2005 war sie Teil des Amtes Barth-Land und ist seitdem Teil des Amtes Barth. Die Gemeinde Fuhlendorf ist seit 2018 als Erholungsort staatlich anerkannt.

## Geografie und Verkehr
Die Gemeinde Fuhlendorf liegt fünf bis elf Kilometer westlich von Barth. Die Gemeinde liegt direkt am Koppelstrom und am Reedensee, einem abgetrennten Teilbereich des Bodstedter Boddens und an demselben.

## Ortsteile
Die Gemeinde besteht aus den Ortsteilen:
- Bodstedt
- Fuhlendorf
- Gutglück
- Michaelsdorf

Die Gemeinde war bis 1952 Teil des Landkreises Franzburg-Barth und gehörte danach bis 1994 zum Kreis Ribnitz-Damgarten im Bezirk Rostock.

## Geschichte
Fuhlendorf
Fuhlendorf wurde erstmals im Jahr 1278 urkundlich erwähnt, als der Rüganer Fürst Wizlaw II. den Verkauf des Dorfes bestätigt. Seit dem Jahr 1326 gehörte Fuhlendorf dann zum Herzogtum Pommern.
Nach dem Westfälischen Frieden von 1648 gehörte Fuhlendorf zu Schweden. Im Jahr 1815 kam die Gemeinde dann zur preußischen Provinz Pommern.
Laut Sage leitet sich der Name Fuhlendorf davon ab, dass ein Reisender einen Schäfer nach Michaelsdorf fragte, worauf dieser nur mit dem Fuß in die Richtung zeigte. Eine Enttäuschung, die der Reisende mit dem Ausdruck quittiert haben soll: dann ist das hier wohl Faulendorf… (plattdeutsch: Fuhlendörp).
Michaelsdorf
Michaelsdorf wurde 1302 erstmals urkundlich erwähnt.
Der Ort Michaelsdorf wurde 1960 nach Fuhlendorf eingemeindet. „Michaelsdorf“ ist in der Fernsehserie Weissensee ein Ort an der Ostsee, in dem die Stasi ein Objekt unterhält, in dem konspirative Treffen abgehalten werden können oder Personen vor der Öffentlichkeit verborgen werden. Inwieweit dazu ein realer Bezug vorliegt, ist nicht bekannt.
Bodstedt
Der Ortsteil Bodstedt war um 1500 einer der bedeutendsten Wallfahrtsorte für Seefahrer an der Ostsee. Aus dieser Zeit stammt auch die St.-Ewalds-Kirche Bodstedt. An dem spätgotischen Bauwerk findet sich eine Flutmarke von 1872. Während der französischen Besetzung 1807 bis 1810 wurde Joachim Gottfried Danckwardt durch sein beherztes Auftreten als der „Pfarrer von Bodstedt“ bekannt.

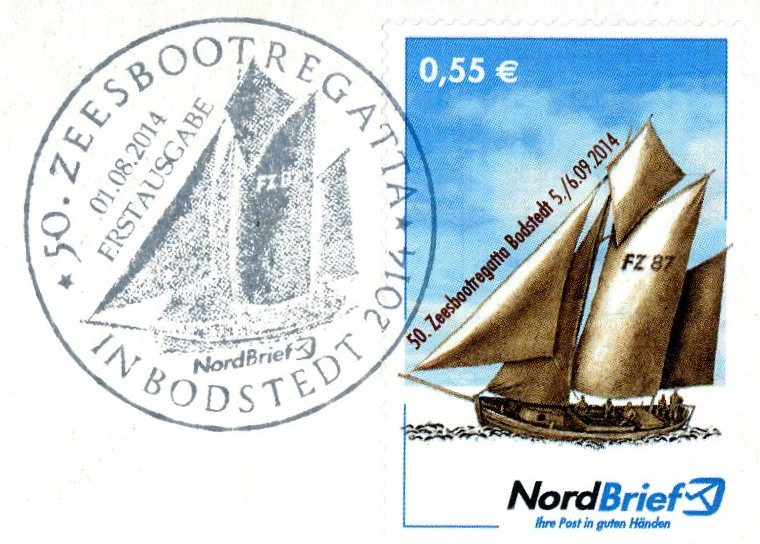
50. Bodstedter Zeesbootregatta

In Bodstedt konzentrierten sich zu DDR-Zeiten viele Betriebsferienlager für die Kinder der Betriebsangehörigen. Das waren z. B. Fiko Rostock (Fischkombinat), Zentrum-Warenhaus Rostock, RWN Gützkow, Margarinewerk Magdeburg, NDPD-Lager Berlin, Robotron Dresden, ESDA-Strumpfwerke Thalheim, beispielsweise errichtete 1965 der VEB „Baukombinat Altmark Stendal“ (BKA) ein Ferienlager, das dann die Deutsche Post 1975 übernommen hatte. Nach 1990 wurden fast alle Lager dem Verfall preisgegeben oder gleich abgeräumt.
Bodstedt wurde 1974 nach Fuhlendorf eingemeindet.

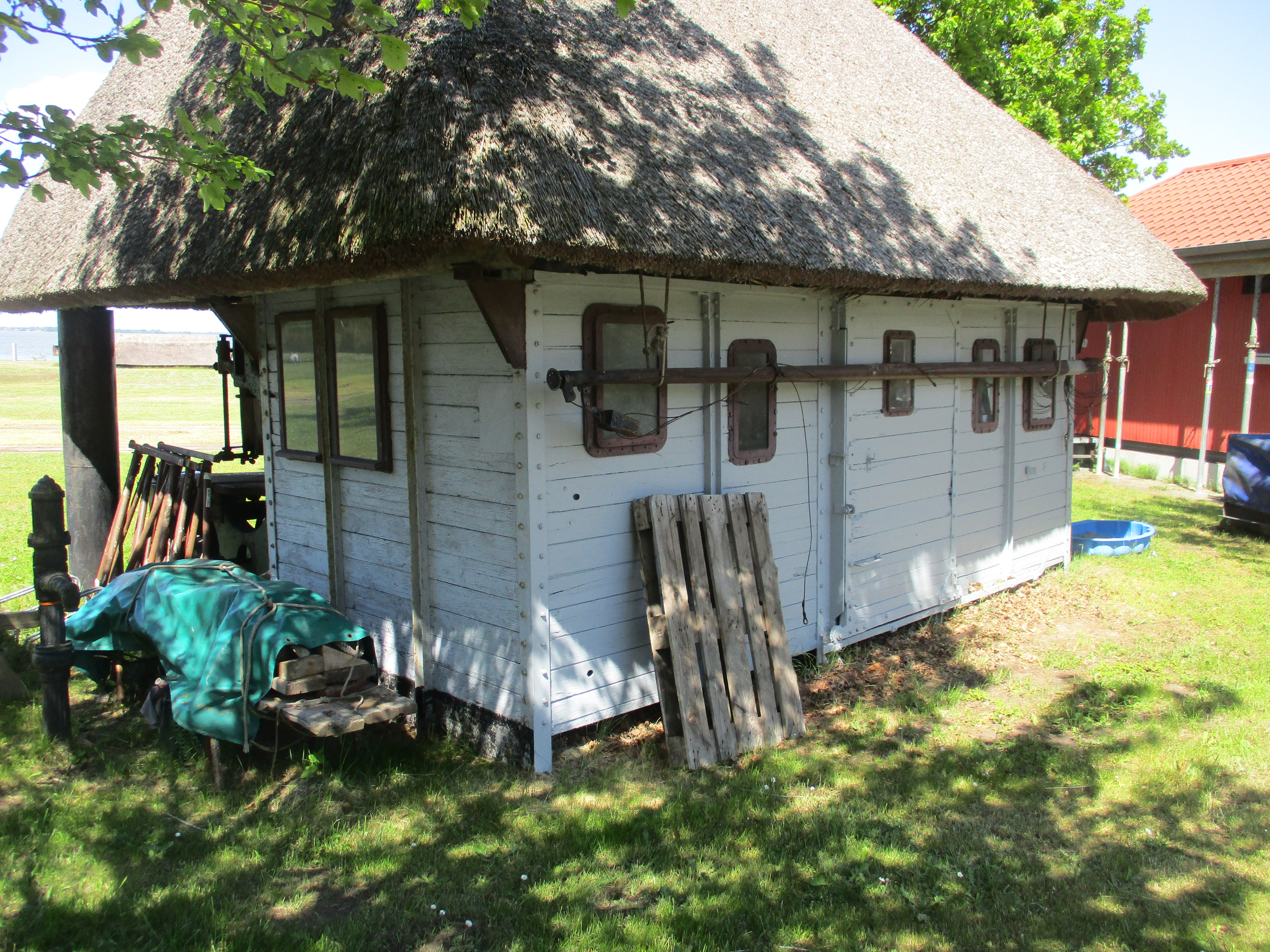
Historischer Lagerschuppen im Bodstedter Hafen

Kennzeichen für Bodstedt ist die seit 1965 durchgeführte Zeesenbootregatta. Begründer war der Bodstedter Ekkehard „Ekki“ Rammin (1937–2024), der dann in Barth eine Bootswerft gründete. 2014 wurde vom 5. bis 7. September die 50. Regatta veranstaltet. Daran nahmen 54 Zeesboote teil (50 war das gesetzte Ziel). Ein Höhepunkt war die Einweihung des neuen Hafens mit Liegeplätzen für Zeesenboote, seit 2018 als Teil des Immateriellen Kulturerbes der UNESCO, Marina für Freizeitboote und Anleger für Fahrgastschiffe.
Von der Barther Schmalspurbahn (FKB) sind Wagenkästen erhalten geblieben und heute noch als Lagerraum im Hafen in Funktion.
Gutglück
Der Ort ist ein kleines Straßendorf. Dort befand sich zu DDR-Zeiten das Betriebsferienlager des ASMW Berlin (Amt für Standardisierung, Meßwesen und Warenprüfung des Ministerrates der DDR). Es war damals eines der modernsten Lager und wurde nach der Wende weiter intensiv als Erholungsobjekt ausgebaut.

## Wappen, Flagge, Dienstsiegel
Die Gemeinde verfügt über kein amtlich genehmigtes Hoheitszeichen, weder Wappen noch Flagge. Als Dienstsiegel wird das kleine Landessiegel mit dem Wappenbild des Landesteils Vorpommern geführt. Es zeigt einen aufgerichteten Greifen mit aufgeworfenem Schweif und der Umschrift „GEMEINDE FUHLENDORF – LANDKREIS VORPOMMERN-RÜGEN“.

## Sehenswürdigkeiten

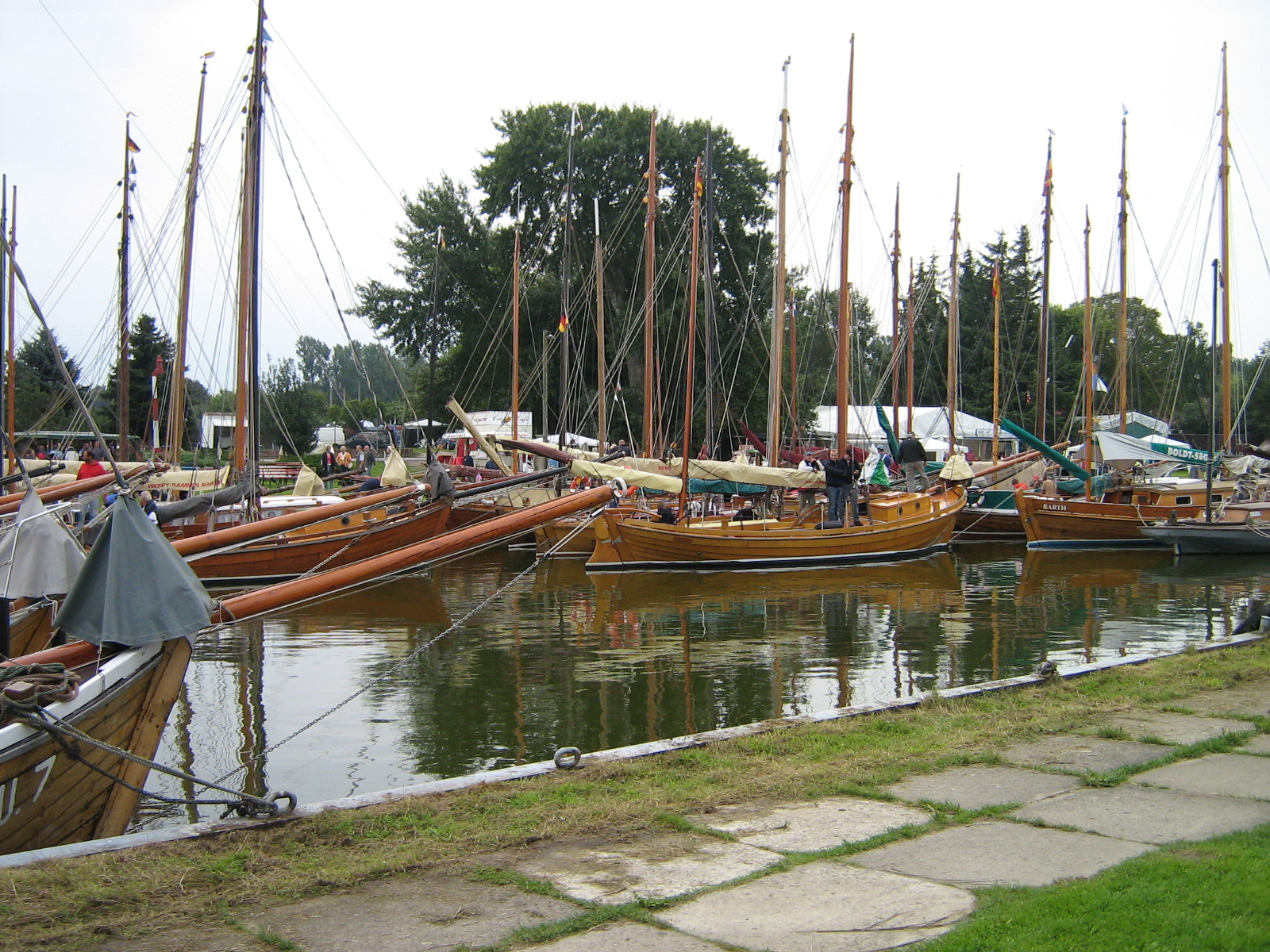
Der Bodstedter Hafen

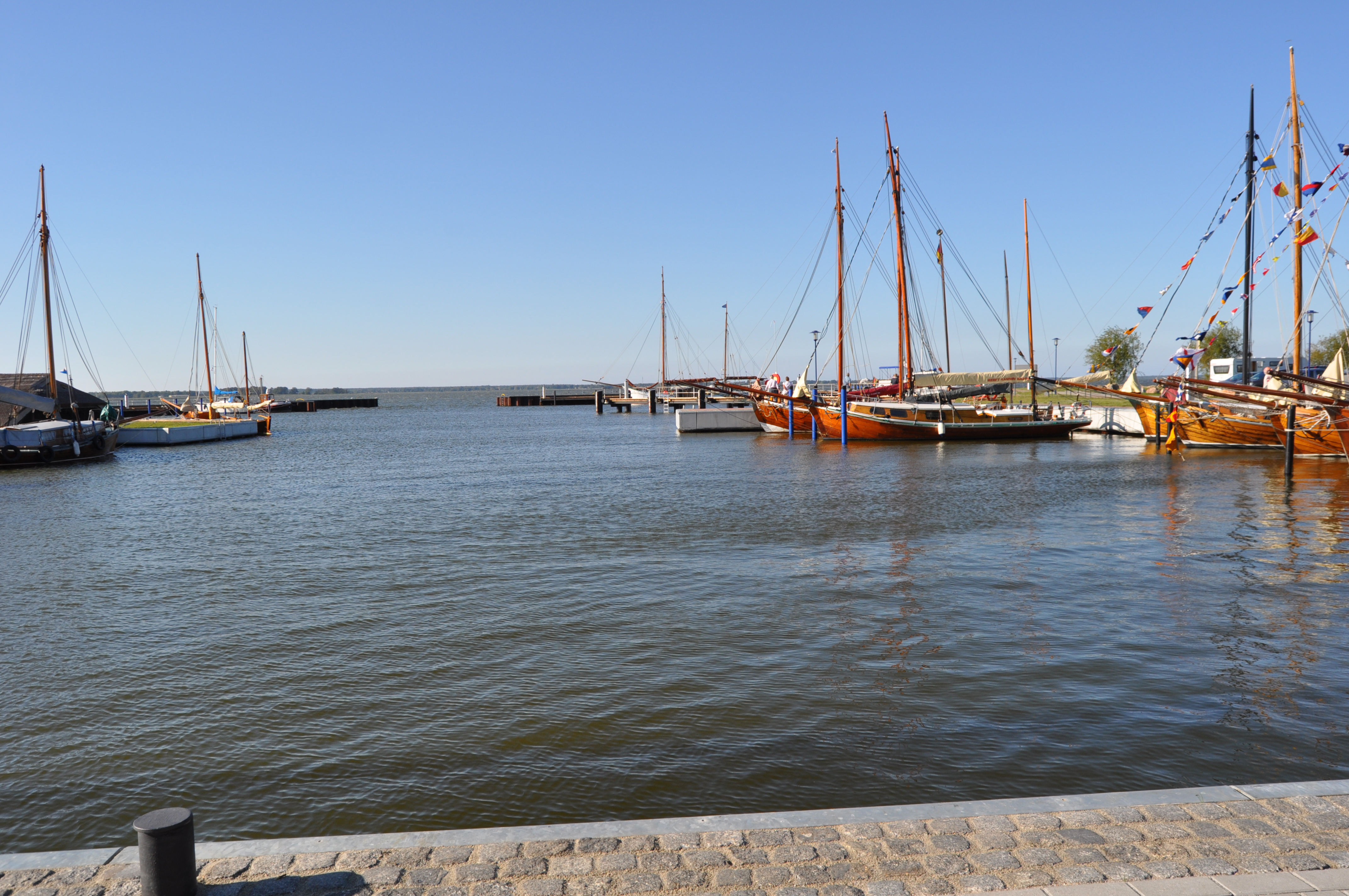
Der neue Bodstedter Hafen

- Ewaldskirche Bodstedt aus dem 15. Jahrhundert in Bodstedt
- Zeesenbootregatta alljährlich am ersten September-Wochenende
- Bodstedter Hafen

## Persönlichkeiten
- Joachim Gottfried Danckwardt, deutscher Theologe, Pastor von 1787 bis 1813 in Bodstedt
- Maximilian Riemer (* 13. Juli 1871 in Michaelsdorf; † 1946 in Zinnowitz),  Sanitätsoffizier und Mikrobiologe, Hochschullehrer für Hygiene in Rostock
- Karl Krull (1905–1932), Lehrer, als Sozialdemokrat und „Antifaschist“ umgekommen oder erschossen worden